# إفرايم نايت سمارت
إفرايم نايت سمارت (بالإنجليزية: Ephraim K. Smart)‏ هو محامي وسياسي أمريكي، ولد في 3 سبتمبر 1813 في الولايات المتحدة، وتوفي في 29 سبتمبر 1872 في نفس البلد. حزبياً، نشط في الحزب الديمقراطي. وقد انتخب عضواً في مجلس ولاية مين، وانتخب عضو مجلس النواب الأمريكي.